# Myke Towers
Michael Anthony Torres Monge (San Juan, 15 de enero de 1994), conocido artísticamente como Myke Towers, es un cantante y compositor puertorriqueño de reguetón y trap. 
Fue nominado a un Grammy Latino, además de ser reconocido como el Nuevo Artista del Año por los Billboard Latin Music Awards en 2021. Hasta la fecha, Towers ha lanzado 8 álbumes de estudio y es codirigido por One World International y S10 Entertainment.

## Biografía
Nació el 15 de enero de 1994 en Río Piedras, una antigua localidad que ahora pertenece a San Juan, Puerto Rico. Desde temprana edad demostró interés por la música. Inspirado por el rap de la década de 1990, comenzaría a practicar freestyle de manera independiente y posteriormente a grabar varios demos.

## Carrera musical
En 2013, Towers comenzó sus primeros pasos en la música, empezó a publicar sus primeros temas en la plataforma digital SoundCloud, en donde logró ganar cierta aceptación en Puerto Rico. Originalmente su nombre artístico era Mike, pero fue modificado como Myke para juntar las letras «Y» y «K», que significan Young Kingz.

### 2016-2018: Ascenso del prodigio urbano: Myke Towers y sus inicios triunfales
En 2016 publicó su mixtape debut El final del principio, que debutó en el primer lugar de la lista iTunes y alcanzó el puesto número doce en el Latin Rhythm Albums. En 2017 Ganó El Premió Por Mejor Albums Mixtay del año en los premios billboard de la música latina del 2017. El disco estuvo producido por el sello discográfico G Starr Entertainment del cual se desprenden sencillos como «Dinero en mano», «Déjate ver», «No sabe nada» o «Alternativas».

### 2019-2020: La Consagración del Talento: Myke Towers y su Explosión Musical Internacional
En 2019, estrenó los sencillos «Si se da», junto a Farruko y posteriormente lanzó la versión remix en colaboración con Arcángel, Sech, y Zion. También lanzó la versión remix de «La playa» que contó con Maluma y Farruko, y colaboró con Becky G en la canción «Dollar», la cual fue lanzada con un video musical el 12 de julio. El 20 de diciembre, lanzó «Perriandote» junto a Luigi 21 Plus y Ñengo Flow.
El 24 de enero de 2020, Towers publicó su álbum de estudio debut titulado Easy Money Baby, en honor a su hijo Shawn Torres. El álbum alcanzó el puesto número uno en el Top Latin Albums durante 83 semanas consecutivas y fue nominado para los Premios Grammy Latinos como mejor álbum de música urbana. Con su participación con Wisin en Los Legendarios 001 en la canción «Mi niña» alcanzó el primer lugar en la lista Latin Airplay de Billboard,[cita requerida] a su vez, certificación de platino por la RIAA,[cita requerida] y posteriormente, colaboró para el remix junto a Anitta y Maluma.

### 2021-2022: Renacimiento y Tributo: Myke Towers y el Legado de Lyke Mike
El 23 de abril de 2021, el rapero publicó su segundo álbum de estudio Lyke Mike. El título hace referencia a su nombre artístico anterior, mientras que el número de pistas (23) hacen homenaje al número de camiseta del exbaloncestista Michael Jordan. Cuenta con las colaboraciones de Jon Z, Ñengo Flow y Sahir.

### 2023-presente: Diversidad y Dominio: Myke Towers y la Era de la Innovación Musical
El 23 de marzo de 2023, Towers lanzó su tercer álbum de estudio La vida es una, que contempla géneros variados. También incluye veintitrés canciones, entre ellas colaboraciones de Arcángel, J Balvin, Chita, Ozuna y Daddy Yankee. Durante julio de 2023, la pista número veintidós «Lala» se ubicó entre las posiciones más altas en listas de varios países, a partir de su viralización en la plataforma TikTok. También se convirtió en la primera canción de Towers en liderar la lista Global 200 Excl. US de Billboard. En ese mismo mes, Towers firmó un contrato de gestión con S10 Entertainment de Brandon Silverstein.
El 22 de agosto de 2024, publicó su quinto álbum de estudio bajo el nombre de La Pantera Negra (estilizado en mayúsculas), el álbum contuvo las colaboraciones de Bad Bunny, De La Ghetto, Cosculluela, Yovngchimi, Peso Pluma, Darell, Maldy, Omar Montes, Jay Wheeler y NTG. El álbum contiene sencillos bajo el género trap, reggaeton y dancehall. A finales de octubre de ese mismo año colaboró en el álbum Ameri de Duki en el sencillo «Nueva Era», el sencillo se posicionó en tendencias en múltiples países de Latinoamérica y fue el más exitoso a nivel comercial del proyecto.

## Discografía
| Álbumes de estudio - 2020: Easy Money Baby - 2021: Lyke Mike - 2023: La vida es una - 2023: LVEU: Vive la tuya... no la mía - 2024: La Pantera Negra - 2024: Lyke Miike - 2025: Island Boyz | Mixtapes - 2016: El final del principio | EP - 2020: Para mi ex - 2023: Sweet & Sour - 2023: Icy Hot - 2024: Cassette 01 (junto a Ovy on the Drums) |